# Бор (Починковский район)
Бор — деревня в Починковском районе Смоленской области России. Входит в состав Шмаковского сельского поселения. Население — 13 жителей (2007 год).
Расположена в центральной части области в 31 км к юго-востоку от Починка, в 33 км восточнее автодороги А141 Орёл — Витебск, на берегу реки Кобыська(в XVIIIв Кобысь). В 38 км западнее деревни расположена железнодорожная станция Энгельгардтовская на линии Смоленск — Рославль.

## История
В годы Великой Отечественной войны деревня была оккупирована гитлеровскими войсками в июле 1941 года, освобождена в сентябре 1943 года.